# Gerd Friedmann
Gerhard „Gerd“ Friedmann (* 16. Mai 1925 in Amberg; † 19. Dezember 2020 in Köln) war ein deutscher Radiologe und Hochschullehrer.

## Leben und Werk
Gerhard Friedmann studierte nach dem Abitur 1943 am Wilhelmsgymnasium München Medizin und wurde 1951 in Erlangen mit einer Arbeit über „Anfangsergebnisse bei der unblutigen Caverneneröffnung nach Maurer“ promoviert.
An der Universität zu Köln hatte er bis zu seiner Emeritierung 1990 den Lehrstuhl für klinische Radiologie inne und leitete als Institutsdirektor das Radiologische Institut. Sein Forschungsgebiet umfasste insbesondere die diagnostische Anwendung medizinischer bildgebender Verfahren wie der Röntgenstrahlen und der Kernspinresonanztomografie.

## Auszeichnungen
- 1989: Hermann-Rieder-Medaille des Deutschen Röntgenkongresses
- 1990: Johann-Georg-Zimmermann-Medaille
- 1999: Röntgen-Plakette

## Publikationen
- mit Walter J. Huk und Günther Gademann: Magnetic Resonance Imaging of Central Nervous System Diseases: Functional Anatomy – Imaging Neurological Symptoms – Pathology. Berlin: Springer 1990.
- mit Frank Thun: Röntgendiagnostik der Rückenmarktumoren. In. Deutsches Ärzteblatt 33 (1974), S. 2415–2424.